# Microplitis quintilis
Microplitis quintilis är en stekelart som beskrevs av Henry Lorenz Viereck 1917. Microplitis quintilis ingår i släktet Microplitis och familjen bracksteklar. Inga underarter finns listade i Catalogue of Life.